# ان‌جی‌سی ۲۶۷
ان‌جی‌سی ۲۶۷ (انگلیسی: NGC 267) یک خوشه باز در ابر ماژلانی کوچک و در صورت فلکی توکان است که در ۴ اکتبر ۱۸۳۶ توسط جان هرشل کشف شد.